# 金 (北卡羅萊納州)
金是一個位於美國北卡羅萊納州福賽斯縣及斯托克斯縣的城市。

## 人口
根據2020年美國人口普查的數據，金的面積為15.80平方千米，當中陸地面積為15.66平方千米，而水域面積為0.14平方千米。當地共有人口7197人，而人口密度為每平方千米456人。